# Julius Hübner (Schauspieler)
Julius Hübner (8. März 1839 in Kassel – 28. Oktober 1878 ebenda) war ein deutscher Theaterschauspieler.

## Leben
Hübner, der Sohn eines Geheimen Rates, trug sich schon während seiner Universitätsstudien mit der Absicht, sich der Bühne zu widmen. Er genoss den Unterricht des Schauspielers Julius Braunhofer und betrat am 7. Juli 1855 als „Francis“ in Waise aus Lockwood zum ersten Mal die Bühne. Nach verschiedenen kleinen Engagements in Erfurt, Augsburg, Salzburg, Pressburg, Pest, Baden bei Wien etc. kam er 1859 nach Berlin, wo er als erster Liebhaber für das Viktoriatheater verpflichtet wurde. Er blieb ein Jahr daselbst, nahm sodann von 1860 bis 1861 Engagement am Stadttheater in Köln und am 4. Mai 1861 betrat er als Mitglied das Hamburger Thaliatheater („Bolz“ in Journalisten).
1862 erhielt er einen Antrag an das Hofburgtheater. Er gastierte daselbst als „Bolz“, „Schiller“ und „Fabrikant“ und zwar unter ungeteiltem Beifall. Doch musste er das ihm gebotene Engagement ausschlagen, da ihn Chéri Maurice vorläufig nicht frei gab und unter verlockenden Bedingungen an seine Bühne fesseln zu wusste. Der Künstler, der sich auch mit wissenschaftlichen Arbeiten befasste und 1872 sogar die philosophische Doktorwürde erlangt hatte, zählte bis zu seinem Abgang vom Thaliatheater zu den Hauptzierden dieser Bühne. 1877 begann er zu kränkeln und starb bereits mit 39 Jahren in seiner Geburtsstadt.
Der Künstler verheiratete sich am 15. Juni 1868 mit seiner Kollegin Clara Zitt (1841–1876).